# Nhà luật học

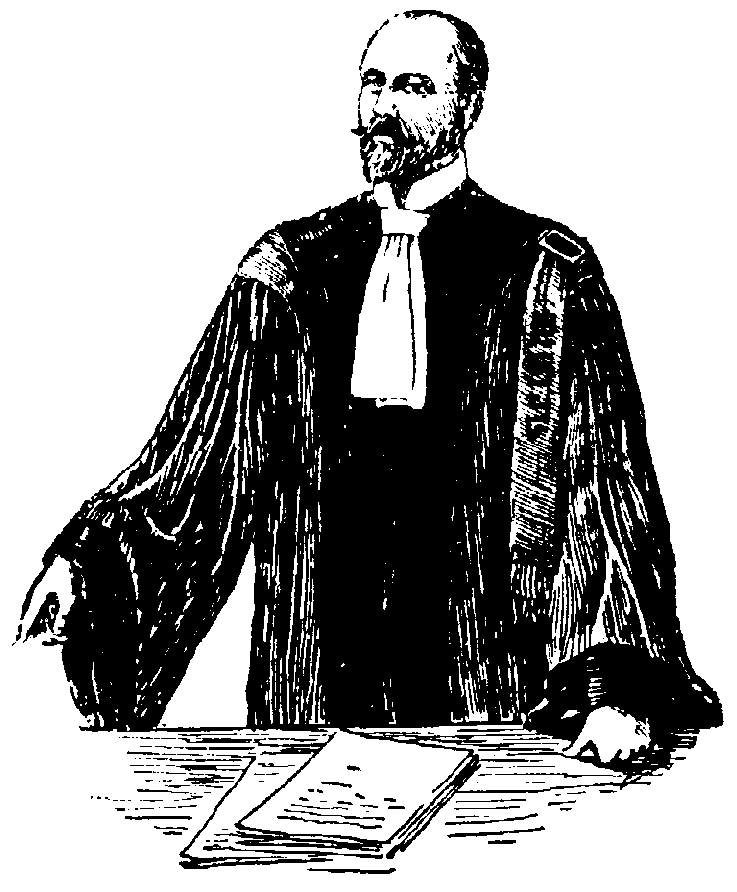
Bộ đồ của luật sư Pháp, sách gia đình Bắc Âu.

Nhà luật học (tiếng Anh: jurist) là người nghiên cứu lý thuyết về luật (luật học). Một người như vậy có thể là một học giả pháp lý, ký giả luật hoặc giảng viên luật. Như vậy, nhà luật học với tư cách một người nghiên cứu, phân tích và nhận xét về pháp luật thì trái ngược với luật sư, một người được thân chủ ủy quyền tranh tụng và nghĩ về luật một cách thực dụng.
Có sự khác biệt cơ bản giữa công việc của một luật sư và của một nhà luật học. Nhiều học giả và tác giả sách viết về luật giải thích rằng một người có thể vừa là luật sư vừa là nhà luật học, nhưng nhà luật học thì không nhất thiết phải là luật sư, cũng như luật sư thì không nhất thiết phải là nhà luật học. Công việc của nhà luật học là nghiên cứu, phân tích và sắp xếp luật; công việc của họ do vậy có thể gói gọn hoàn toàn trong phạm vi thư viện. Trong khi đó, công việc của luật sư là thỏa mãn mong muốn của những con người cụ thể khi họ cần trợ giúp pháp lý, và công việc  này đòi hỏi luật sư trong một chừng mực nào đó phải có sự tiếp xúc với người trong văn phòng, trong phòng xử án hoặc ngoài xã hội.